# Maroko na Pesmi Evrovizije
Maroko je vstopil na Pesem Evrovizije prvič in do sedaj edinokrat leta 1980 v pesmijo "Bitaqat Hob", ki jo je  v arabščini zapela Samira Bensaïd.

## Nastop
Maroko je prek svoje nacionalne televizije Société Nationale de Radiodiffusion et de Télévision (SNRT)  debitiral na Evroviziji leta 1980 in s tem postal prva afriška ter arabska država, ki je vstopila v tekmovanje. Izkoristili so dejstvo, da Izrael ni nastopal na Pesmi Evrovizije tistega leta. Njihov debitantski nastop velja za edini evrovizijski nastop v arabščini doslej.
Njihova izbrana pesem za tekmovanje je bila "Bitaqat Hob", izvajala jo pa je zelo znana maroška pevka Samira Bensaïd. Pesem je prejela samo 7 točk in še te le od Italije. Svoj debitantski nastop so zaključili kot 18., premagali so samo Finsko.

## Umik
Po slabem začetku se je SNRT odločila, da se bojo umaknili iz tekmovanja leta 1981. Do sedaj se še niso vrnili.

## Prihodnost
Konkurenčna televizija SNRT, 2M TV, je izrazila zanimanje za pridružitev Evropski radiodifuzni zvezi (EBU), kar je pogoj za nastop na Pesmi Evrovizije.

## Nastopi
| Leto                              | Tekmovalec     | Jezik     | Naslov                   | Točke | v finalu | Točke             | v polfinalu       |
| --------------------------------- | -------------- | --------- | ------------------------ | ----- | -------- | ----------------- | ----------------- |
| 1980                              | Samira Bensaïd | arabščina | "Bitaqat Hob" (بطاقة حب) | 18    | 7        | Ni bilo polfinala | Ni bilo polfinala |
| Ni nastopal od leta 1981 do danes |                |           |                          |       |          |                   |                   |

## Zgodovina točkovanja
Za leto 1980 veljajo naslednji podatki o glasovanju v zvezi z Marokom:
| Največ podeljenih točk | Največ podeljenih točk | Največ podeljenih točk |
| Mesto                  | Država                 | Točke                  |
| ---------------------- | ---------------------- | ---------------------- |
| 1                      | Turčija                | 12                     |
| 2                      | Nemčija                | 10                     |
| 3                      | Združeno kraljestvo    | 8                      |
| 4                      | Švica                  | 7                      |
| 5                      | Švedska                | 6                      |

| Največ prejetih točk | Največ prejetih točk | Največ prejetih točk |
| Mesto                | Država               | Točke                |
| -------------------- | -------------------- | -------------------- |
| 1                    | Italija              | 7                    |